# Àstapa
Àstapa (en llatí: Astăpa, en grec antic: Ἀσταπά) era una antiga ciutat interior de la Bètica, situada en una plana a la banda sud del riu anomenat Betis. És l'actual Estepa.
Es va mantenir fidel a Cartago, i durant la Segona Guerra Púnica, encara que no disposava de medis per defensar-se, volent mantenir la seva lleialtat als cartaginesos, quan es va acostar Gai Luci Marci Sèptim, lloctinent d'Escipió, per assetjar-la, per no caure a les seves mans van cremar la ciutat i van morir tots.